# اوله لوتسنکو
اوله لوتسنکو (اوکراینی: Олег Олександрович Луценко؛ زادهٔ ۱۴ فوریهٔ ۱۹۹۳) بازیکن فوتبال اهل اوکراین است.
از باشگاه‌هایی که در آن بازی کرده‌است می‌توان به باشگاه فوتبال چورنومورتس اودسا و باشگاه فوتبال متالیست خارکوف اشاره کرد.